# Плуталова, Наталия Алексеевна
Ната́лия Алексе́евна Плута́лова (25 апреля 1943 — 5 июня 2015) — советский и российский звукорежиссёр.

## Биография
Родилась 25 апреля в Москве. Окончила РАМ имени Гнесиных по классу фортепиано. Работала как преподаватель, но после профессиональной болезни пианистов («переигранные руки») работу пришлось оставить.
Окончила Высшие телевизионные курсы по специальности «звукорежиссёр». С 1969 года — звукорежиссер отдела звукорежиссеров Гостелерадио СССР. С 1973 года работала в отделе звукорежиссёров ТТЦ «Останкино». В течение 30 лет работала вместе с В. Я. Ворошиловым, первая совместная работа — «А ну-ка, парни!». Почти 40 лет была звукорежиссёром-постановщиком и музыкальным редактором телеигры «Что? Где? Когда?». Именно Наталией Алексеевной были подобраны мелодии, звучащие в передаче и по сей день — от «волчка» и выноса «чёрного ящика» до музыкальных тем, звучащих между раундами.
С 1989 года — звукорежиссёр высшей категории. В 1990 году ей присвоено звание «Ветеран труда».
С 1992 по 2001 год — главный звукорежиссер отдела звукорежиссеров ТТЦ «Останкино». В этот период также выступала режиссёром-постановщиком номеров в музыкальных паузах программы «Что? Где? Когда?». Заслуженный работник культуры (1996).
С 2001 года — главный звукорежиссёр телекомпании «Игра-ТВ».
Двукратный обладатель премии «ТЭФИ» в номинации «Звукорежиссер» (2003 год — за программу «Что? Где? Когда?» (номинация учреждена впервые), 2005 год — за программу «Жизнь прекрасна» — совместно с Георгием Лазаревым).
С 2007 года — член Академии российского телевидения.
Участие в создании телевизионных проектов:
- «А ну-ка, парни!»;
- «Что? Где? Когда?» (интеллектуальная игра);
- «Брэйн ринг» (интеллектуально-спортивная игра);
- «Любовь с первого взгляда» (психологическая игра);
- «Игрушки» (утренний телеканал);
- «Караоке на Арбате» (музыкальная игра);
- «Граф Нулин» (телевизионный моноспектакль с актрисой Мариной Неёловой в главной роли, режиссёр Кама Гинкас);
- «Культурная революция» (ток-шоу);
- «Жизнь прекрасна» (музыкальное ток-шоу);
- «Человек в большом городе» (ток-шоу).

Скончалась 5 июня 2015 года.

## Семья
- Супруг — Виктор Плуталов[3] (1946); виолончелист Оркестра ГАБТ[3], выпуксник АМУ при МГК[4]
- Сын: Алексей Плуталов (1968—2016) — звукооператор[3], впоследствии — музыкальный редактор; работал на «Что? Где? Когда?» с 1997 года[3], занимался подборкой музыкального сопровождения игры[3]
- Внучка Анастасия Плуталова — музыкальный редактор «Что? Где? Когда?»[3]